# Comuna Mala Kozara, Dzerjînsk
Mala Kozara (în ucraineană Малокозарська сільська рада) este o comună în raionul Dzerjînsk, regiunea Jîtomîr, Ucraina, formată din satele Mala Kozara (reședința), Oleksandrivka, Pîlîpo-Koșara și Promin.

## Demografie
Componența lingvistică a satului Mala Kozara
     Ucraineană (98,29%)
     Rusă (1,43%)
     Alte limbi (0,29%)
Conform recensământului din 2001, majoritatea populației satului Mala Kozara era vorbitoare de ucraineană (98,29%), existând în minoritate și vorbitori de rusă (1,43%).